# Miliolidae
Famille
Les Miliolidae sont une famille de foraminifères à test calcaire de l'ordre des Miliolida.

## Caractéristiques
Ces calcaires biodétritiques sont connus, de manière analogue aux orbitolines, aux alvéolines (et préalvéolines) ou aux nummulites, pour la roche sédimentaire appelée « calcaires à milioles » qu'ils forment en s'accumulant et en sédimentant. Au Lutétien, en France, les calcaires à milioles du Bassin parisien au grain fin et présentant en grand nombre des empreintes de coquilles de bivalves et de gastéropodes, souvent utilisés dans les bâtiments (dallage, escalier, perron, bandeau, corniche, revêtement…) et statuaires, ont reçu localement le nom de « banc royal ». Les plus anciennes de ces accumulations datent du Carbonifère. Attention cependant, l'appellation « miliole » est morphologique plus que taxinomique : elle peut désigner des espèces d'autres familles du même groupe des Milioloidea (super-famille). 
Les miliolidés sont caractéristiques des eaux tropicales peu profondes, de faible énergie.

## Liste des sous-familles et genres
Selon le World Register of Marine Species (11 septembre 2023) :
- Ammosigmoilinella Zheng, 1988

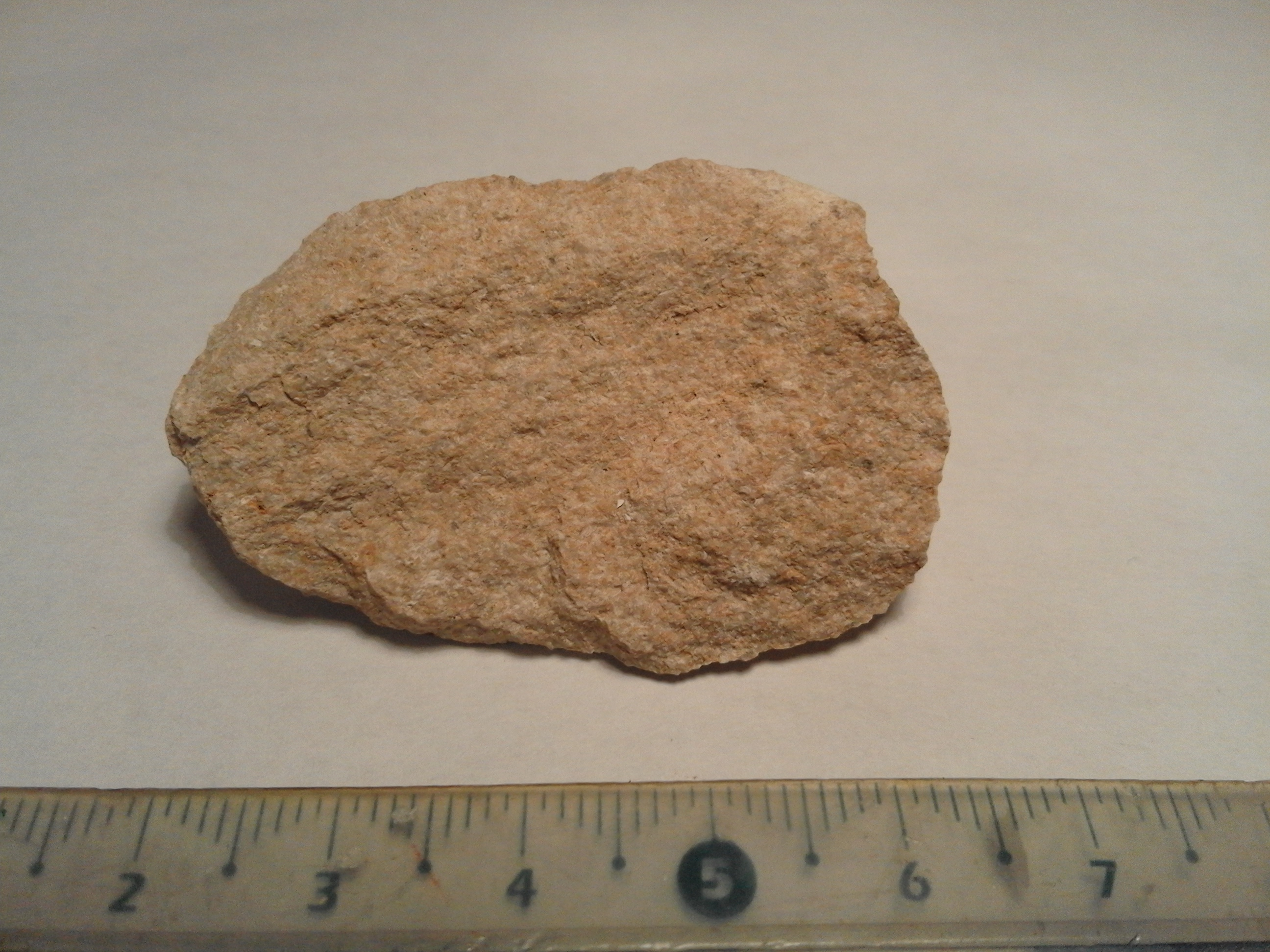
Calcaire à milioles (Aude, France).

- Medovia Borro & Zernetzkij in Zernetskij & Mel'nik, 1975
- Neoquinqueloculina Nguyen Ngoc, 1995
- Planispirinoides Parr, 1950
- Rudoloculina Guilbault & Patterson, 1998
- Miliolinae Ehrenberg, 1839 †
  - Ankaraella Sirel, 1998 †
  - Chaldagia Matsumaru, 2016 †
  - Crenulostomina Quilty, 1974 †
  - Helentappanella Andersen, 1985 †
  - Miliola Lamarck, 1804 †
  - Picouina Andersen, 1984 †
  - Rupertianella Loeblich & Tappan, 1985
- Neaguitinae Andersen, 1984 †
  - Neaguites Andersen, 1984 †
- Neoquinqueloculina Nguyen Ngoc, 1995
- Planispirinoides Parr, 1950
- Planotrillina Bignot & Strougo, 2002 †
- Praemurgella Luperto Sinni, Martin-Chivelet & Giménez, 2000 †
- Pseudonummoloculina Calvez, 1988 †
- Rudoloculina Guilbault & Patterson, 1998